# Fußballsportverein Frankfurt 1899 1978-1979
Questa voce raccoglie le informazioni riguardanti il Fußballsportverein Frankfurt 1899 nelle competizioni ufficiali della stagione 1978-1979.

## Stagione
Nella stagione 1978-1979 il FSV Francoforte, allenato da Heinz Bewersdorf, concluse il campionato di 2. Bundesliga al 12º posto. In Coppa di Germania il FSV Francoforte fu eliminato al secondo turno dall'Ulma.

## Rosa
| N. |                     | Ruolo | Calciatore      |
| -- | ------------------- | ----- | --------------- |
|    | Germania (bandiera) | P     | Jürgen Grün     |
|    | Germania (bandiera) | P     | Karlheinz Volz  |
|    | Germania (bandiera) | D     | Roland Höfling  |
|    | Germania (bandiera) | D     | Hubert Klein    |
|    | Germania (bandiera) | D     | Peter Koch      |
|    | Germania (bandiera) | D     | Peter Rübenach  |
|    | Germania (bandiera) | D     | Bernd Schmidt   |
|    | Germania (bandiera) | D     | Gerd Schneider  |
|    | Germania (bandiera) | D     | Jürgen Weninger |
|    | Austria (bandiera)  | C     | Paul Bajlitz    |

| N. |                     | Ruolo | Calciatore       |
| -- | ------------------- | ----- | ---------------- |
|    | Germania (bandiera) | C     | Walter Drefahl   |
|    | Germania (bandiera) | C     | Richard Engel    |
|    | Germania (bandiera) | C     | Erwin Höfer      |
|    | Germania (bandiera) | C     | Dieter Pfaff     |
|    | Germania (bandiera) | C     | Oliver Posniak   |
|    | Germania (bandiera) | C     | Bruno Ruck       |
|    | Germania (bandiera) | C     | Walter Wohl      |
|    | Germania (bandiera) | A     | Werner Hofmann   |
|    | Germania (bandiera) | A     | Werner Killmaier |

## Organigramma societario
Area tecnica
- Allenatore: Heinz Bewersdorf
- Allenatore in seconda:
- Preparatore dei portieri:
- Preparatori atletici:

## Calciomercato

### Sessione estiva
| Acquisti | Acquisti | Acquisti | Acquisti |
| R.       | Nome     | da       | Modalità |
| -------- | -------- | -------- | -------- |

| Cessioni | Cessioni            | Cessioni  | Cessioni |
| R.       | Nome                | a         | Modalità |
| -------- | ------------------- | --------- | -------- |
| C        | Heinz-Rudolf Weiler | Darmstadt |          |
| C        | Karl Walter         | Hanau 93  |          |
| C        | Gabor Zele          | Friburgo  |          |

### Sessione invernale
| Acquisti | Acquisti | Acquisti | Acquisti |
| R.       | Nome     | da       | Modalità |
| -------- | -------- | -------- | -------- |

| Cessioni | Cessioni | Cessioni | Cessioni |
| R.       | Nome     | a        | Modalità |
| -------- | -------- | -------- | -------- |

## Risultati

### 2. Bundesliga

#### Girone di andata
| Arbitro: | Luca |

|                         |           |             |
| Klein 22’ Killmaier 50’ | Marcatori | 63’ Beichle |

| Arbitro: | Glaw |

|                                 |           |           |
| Ganz 60’ Sandhowe 69’ Krech 86’ | Marcatori | 78’ Pfaff |

| Arbitro: | Gschwender |

|                                                        |           |  |
| Weiler 20’ Rübenach 70’ (rig.) Killmaier 73’ Klein 76’ | Marcatori |  |

| Arbitro: | Reinstädtler |

|                                                     |           |               |
| Sprey 25’ Dymalla 28’, 77’ Malura 78’ Schleiter 89’ | Marcatori | 11’ Killmaier |

| Arbitro: | Dilg |

|                              |           |             |
| Struth 58’ (rig.) Krauth 67’ | Marcatori | 30’ Hofmann |

| Arbitro: | Linn |

|                             |           |                       |
| Koch 23’ Schneider 73’, 75’ | Marcatori | 56’ Eichhorn 86’ Roth |

| Arbitro: | Binninger |

|                                     |           |  |
| Gerber 9’ Vöhringer 17’ Metzger 56’ | Marcatori |  |

| Arbitro: | Röder |

|                                                |           |             |
| Klein 23’ Rübenach 79’ Pfaff 84’ Killmaier 90’ | Marcatori | 33’ Stöckle |

| Arbitro: | Joos |

|  |           |                 |
|  | Marcatori | 85’, 86’ Weiler |

| Arbitro: | Niebergall |

|  |           |              |
|  | Marcatori | 48’ Novković |

| Arbitro: | Ermer |

|                   |           |  |
| Allgöwer 42’, 51’ | Marcatori |  |

| Arbitro: | Correll |

|                                                        |           |                   |
| Killmaier 15’ (rig.) Klein 40’, 86’ Drefahl 67’ (rig.) | Marcatori | 83’ (rig.) Zacher |

| Arbitro: | Ross |

|                              |           |             |
| Dier 3’ Bihn 31’ Seubert 89’ | Marcatori | 71’ Posniak |

| Arbitro: | Frickel |

|  |           |                               |
|  | Marcatori | 2’ Paulus 22’, 76’ Lottermann |

| Arbitro: | Gschwender |

|                       |           |  |
| Schonert 62’ Lenz 71’ | Marcatori |  |

| Arbitro: | Sahner |

|                            |           |              |
| Posniak 44’, 69’ Klein 89’ | Marcatori | 9’ Kirschner |

| Arbitro: | Dölfel |

|          |           |  |
| Denz 14’ | Marcatori |  |

| Arbitro: | Walz |

|          |           |                |
| Ruck 81’ | Marcatori | 68’ Hannakampf |

| Arbitro: | Könen |

|            |           |  |
| Bremer 18’ | Marcatori |  |

#### Girone di ritorno
| Arbitro: | Binninger |

|                                                   |           |           |
| Kalchschmid 9’ Haller 18’ Bernecker 58’ Steer 84’ | Marcatori | 86’ Klein |

| Arbitro: | Kuhn |

|           |           |  |
| Pfaff 78’ | Marcatori |  |

| Arbitro: | Klauser |

|                         |           |           |
| Widmann 55’ Metzler 67’ | Marcatori | 61’ Pfaff |

| Arbitro: | Boos |

|                        |           |             |
| Killmaier 3’ Pfaff 88’ | Marcatori | 54’ Schuler |

| Arbitro: | Reinstädtler |

|           |           |  |
| Pfaff 71’ | Marcatori |  |

| Arbitro: | Bodmer |

|            |           |                              |
| Keller 22’ | Marcatori | 6’ Klein 24’, 78’, 88’ Pfaff |

| Arbitro: | Regneri |

|                                  |           |                       |
| Killmaier 30’ (rig.) Hofmann 37’ | Marcatori | 77’ Sturz 90’ Metzler |

| Arbitro: | Tritschler |

|                                   |           |  |
| Stöhr 9’, 25’ Krostina 79’ (rig.) | Marcatori |  |

| Arbitro: | Föckler |

|              |           |                         |
| Rübenach 26’ | Marcatori | 58’ Fürhoff 65’ Schmitt |

| Arbitro: | Messmer |

|                                          |           |             |
| Fink 4’, 84’ Histing 21’ Leiendecker 30’ | Marcatori | 78’ Posniak |

| Arbitro: | Walther |

|                        |           |                       |
| Rübenach 42’ Pfaff 81’ | Marcatori | 2’ Voise 65’ Allgöwer |

| Arbitro: | Quindeau |

|                                   |           |  |
| Deinert 30’ (rig.) Dörflinger 41’ | Marcatori |  |

| Arbitro: | Theobald |

|           |           |                       |
| Klein 31’ | Marcatori | 56’ Klag 82’ Seelmann |

| Arbitro: | Frickel |

|                                         |           |                                |
| Krause 5’, 86’ Lottermann 26’ Rothe 51’ | Marcatori | 48’ (rig.) Drefahl 53’ Bajlitz |

| Arbitro: | Könen |

|                       |           |                 |
| Bajlitz 22’ Klein 49’ | Marcatori | 28’ (rig.) Lenz |

| Arbitro: | Schmoock |

|               |           |              |
| Kirschner 43’ | Marcatori | 32’ Rübenach |

| Arbitro: | Drescher |

|                                                                   |           |  |
| Killmaier 27’ (rig.) Klein 40’, 53’ Bender 60’ (aut.) Bajlitz 65’ | Marcatori |  |

| Arbitro: | Messmer |

|                               |           |                                                       |
| Größler 46’ (rig.) Hansen 73’ | Marcatori | 1’ Posniak 15’ Klein 37’ Hofmann 40’ (rig.) Killmaier |

| Arbitro: | Fleischer |

|               |           |  |
| Killmaier 86’ | Marcatori |  |

### Coppa di Germania
| Arbitro: | Röder |

|                        |           |                                         |
| Franz 69’ Sichmann 78’ | Marcatori | 4’, 76’ Hofmann 47’ Klein 82’ Schneider |

| Arbitro: | Drescher |

|                                               |           |                      |
| Berti 6’ Schneider 49’ Schrade 62’ Kohnle 64’ | Marcatori | 7’ Posniak 68’ Klein |

## Statistiche

### Statistiche di squadra
| Competizione      | Punti | In casa | In casa | In casa | In casa | In casa | In casa | In trasferta | In trasferta | In trasferta | In trasferta | In trasferta | In trasferta | Totale | Totale | Totale | Totale | Totale | Totale | DR |
| Competizione      | Punti | G       | V       | N       | P       | Gf      | Gs      | G            | V            | N            | P            | Gf           | Gs           | G      | V      | N      | P      | Gf     | Gs     | DR |
| ----------------- | ----- | ------- | ------- | ------- | ------- | ------- | ------- | ------------ | ------------ | ------------ | ------------ | ------------ | ------------ | ------ | ------ | ------ | ------ | ------ | ------ | -- |
| 2. Bundesliga     | 34    | 19      | 12      | 3       | 4       | 39      | 21      | 19           | 3            | 1            | 15           | 20           | 45           | 38     | 15     | 4      | 19     | 59     | 66     | -7 |
| Coppa di Germania | -     | 0       | 0       | 0       | 0       | 0       | 0       | 2            | 1            | 0            | 1            | 6            | 6            | 2      | 1      | 0      | 1      | 6      | 6      | 0  |
| Totale            | 34    | 19      | 12      | 3       | 4       | 39      | 21      | 21           | 4            | 1            | 16           | 26           | 51           | 40     | 16     | 4      | 20     | 65     | 72     | -7 |

### Andamento in campionato
| Giornata  | 1 | 2  | 3 | 4  | 5  | 6  | 7  | 8  | 9 | 10 | 11 | 12 | 13 | 14 | 15 | 16 | 17 | 18 | 19 | 20 | 21 | 22 | 23 | 24 | 25 | 26 | 27 | 28 | 29 | 30 | 31 | 32 | 33 | 34 | 35 | 36 | 37 | 38 |
| --------- | - | -- | - | -- | -- | -- | -- | -- | - | -- | -- | -- | -- | -- | -- | -- | -- | -- | -- | -- | -- | -- | -- | -- | -- | -- | -- | -- | -- | -- | -- | -- | -- | -- | -- | -- | -- | -- |
| Luogo     | C | T  | C | T  | T  | C  | T  | C  | T | C  | T  | C  | T  | C  | T  | C  | T  | C  | T  | T  | C  | T  | C  | C  | T  | C  | T  | C  | T  | C  | T  | C  | T  | C  | T  | C  | T  | C  |
| Risultato | V | P  | V | P  | P  | V  | P  | V  | V | P  | P  | V  | P  | P  | P  | V  | P  | N  | P  | P  | V  | P  | V  | V  | V  | N  | P  | P  | P  | N  | P  | P  | P  | V  | N  | V  | V  | V  |
| Posizione | 5 | 13 | 4 | 12 | 12 | 12 | 13 | 12 | 9 | 11 | 12 | 11 | 11 | 12 | 14 | 14 | 14 | 14 | 15 | 16 | 14 | 14 | 14 | 12 | 11 | 10 | 11 | 14 | 15 | 15 | 16 | 16 | 16 | 16 | 16 | 16 | 12 | 12 |

Legenda:

Luogo: C = Casa; T = Trasferta. Risultato: V = Vittoria; N = Pareggio; P = Sconfitta.

### Statistiche dei giocatori
| Giocatore    | 2. Bundesliga | 2. Bundesliga | 2. Bundesliga | 2. Bundesliga | Coppa di Germania | Coppa di Germania | Coppa di Germania | Coppa di Germania | Totale   | Totale | Totale      | Totale     |
| Giocatore    | Presenze      | Reti          | Ammonizioni   | Espulsioni    | Presenze          | Reti              | Ammonizioni       | Espulsioni        | Presenze | Reti   | Ammonizioni | Espulsioni |
| ------------ | ------------- | ------------- | ------------- | ------------- | ----------------- | ----------------- | ----------------- | ----------------- | -------- | ------ | ----------- | ---------- |
| P. Bajlitz   | 13            | 3             | 1             | 2             | 0                 | 0                 | 0                 | 0                 | 13       | 3      | 1           | 2          |
| W. Drefahl   | 22            | 2             | 2             | 0             | 1                 | 0                 | 0                 | 0                 | 23       | 2      | 2           | 0          |
| R. Engel     | 34            | 0             | 1             | 0             | 2                 | 0                 | 0                 | 0                 | 36       | 0      | 1           | 0          |
| J. Grün      | 1             | 0             | 0             | 0             | 0                 | 0                 | 0                 | 0                 | 1        | 0      | 0           | 0          |
| W. Hofmann   | 25            | 3             | 1             | 0             | 2                 | 2                 | 0                 | 0                 | 27       | 5      | 1           | 0          |
| E. Höfer     | 15            | 0             | 2             | 0             | 2                 | 0                 | 0                 | 0                 | 17       | 0      | 2           | 0          |
| R. Höfling   | 37            | 0             | 5             | 0             | 1                 | 0                 | 0                 | 0                 | 38       | 0      | 5           | 0          |
| W. Killmaier | 37            | 10            | 7             | 0             | 1                 | 0                 | 0                 | 0                 | 38       | 10     | 7           | 0          |
| H. Klein     | 34            | 13            | 3             | 0             | 2                 | 2                 | 0                 | 0                 | 36       | 15     | 3           | 0          |
| P. Koch      | 16            | 1             | 1             | 0             | 2                 | 0                 | 0                 | 0                 | 18       | 1      | 1           | 0          |
| D. Pfaff     | 30            | 10            | 3             | 0             | 2                 | 0                 | 0                 | 0                 | 32       | 10     | 3           | 0          |
| O. Posniak   | 37            | 5             | 2             | 0             | 2                 | 1                 | 0                 | 0                 | 39       | 6      | 2           | 0          |
| B. Ruck      | 15            | 1             | 1             | 0             | 0                 | 0                 | 0                 | 0                 | 15       | 1      | 1           | 0          |
| P. Rübenach  | 33            | 5             | 4             | 0             | 2                 | 0                 | 0                 | 0                 | 35       | 5      | 4           | 0          |
| B. Schmidt   | 3             | 0             | 0             | 0             | 0                 | 0                 | 0                 | 0                 | 3        | 0      | 0           | 0          |
| G. Schneider | 31            | 2             | 3             | 0             | 1                 | 1                 | 0                 | 0                 | 32       | 3      | 3           | 0          |
| K. Volz      | 37            | 0             | 1             | 0             | 2                 | 0                 | 0                 | 0                 | 39       | 0      | 1           | 0          |
| H. Weiler    | 11            | 3             | 0             | 0             | 1                 | 0                 | 0                 | 0                 | 12       | 3      | 0           | 0          |
| J. Weninger  | 37            | 0             | 7             | 0             | 2                 | 0                 | 0                 | 0                 | 39       | 0      | 7           | 0          |
| W. Wohl      | 2             | 0             | 0             | 0             | 0                 | 0                 | 0                 | 0                 | 2        | 0      | 0           | 0          |